# عيسية
عيسية هي منظمة إسلامية غير حكومية تقع في إندونيسيا مكرسة لتمكين المرأة والعمل الخيري. تم تشكيلها في 19 مايو 1917 من قبل أحمد دحلان لتسهيل وصول المرأة إلى التعليم والرعاية الصحية والخدمات الاجتماعية. تقدم المنظمة قروضًا صغيرة ودعمًا لتطوير الأعمال التجارية الصغيرة، وخدمات تنظيم الأسرة، ورعاية الأم والطفل، ودور الأيتام، وتدريب عالمات الدين المسلمات، ومرحلة ما قبل المدرسة القياسية من خلال التعليم الجامعي. تنتهي هذه الخدمات الاجتماعية عند الوفاة، حيث توفر المنظمة رعاية الموتى الإناث حتى لا تحتاج الأجسام النسائية إلى الاستعداد للدفن من قبل الرجال. تدير العيسية عدة مئات من مراكز الرعاية الصحية في إندونيسيا بالإضافة إلى ثلاثة فروع في مصر وماليزيا وهولندا. الهدف المعلن للمنظمة هو جعل المجتمع الإسلامي حقيقة واقعة للمرأة، وتشجع أعضائها على السعي للحصول على مزيد من التعليم حتى لو أصبحوا «أكثر ذكاء من أزواجهن».
العيسية تواجه معارضة لعملها على جبهتين. تُظهر الثقافة الجاوية التقليدية بممارساتها السابقة للإسلام وكذلك أقلية الإندونيسيين الذين يدرسون الإسلام في الشرق الأوسط حيث يظهرون مواقف سلبية تجاه النساء في الأماكن العامة.

## التاريخ
ركزت جهود العيسية في البداية على محو أمية النساء من أجل قراءة القرآن. افتتحت المنظمة أول حضانة إسلامية إندونيسية في كاومان في عام 1919، وأول كلية للمعلمين تابعة للمنظمة في عام 1922، وأول قاعة عبادة لها في نفس المدينة عام 1923، حيث كانت إمامة تقود جماعة تضم جميع الإناث. كان معظم النشاط المبكر للمنظمة يعتمد أيضًا على الحقوق الاقتصادية. غالبًا ما تعمل النساء في إندونيسيا في وظائف مشابهة للرجل، وبالتالي أكدت عيسية على حق المرأة في الراحة ورفض العمل، والعلاقة بين التقوى الدينية وأخلاقيات العمل. دعمت المنظمة للقيادة النسائية من عام 1978، وسبقت أيضًا نقاشًا وطنيًا أوسع حول هذا الموضوع في التسعينيات، وبحلول عام 1999 أيدت عيسية علنًا فكرة القيادة النسائية في الحكومة الوطنية.
اشتهرت العيسية بالعمل المبكر نسبيا في المجتمع المدني الإندونيسي الحديث. بالإضافة إلى كونها أول منظمة نسوية مسلمة في البلاد، فقد شجعت أيضًا محو أمية النساء في وقت كان معظم السكان عمومًا أميين. وارتدى أعضاؤها الحجاب الإسلامي في وقت لم تكن فيه العادة عادةً في إندونيسيا، وعلى الرغم من أن مدارسهم المهنية تدرس القيم الأخلاقية الإسلامية، فإن مدارسهم كانت مختلطة أيضًا على عكس المدارس الدينية المنعزلة حسب الجنس في البلاد العربية.

## العضوية
جميع أعضاء العيسية يتعهدون عند استلام بطاقة عضويتهم لدعم مبادئ المنظمة وحماية صورتها كمجموعة متدينة. الإخلاص الإضافي وراء الحد الأدنى في العقيدة الإسلامية مثل صلاة النفل هو العادة المعتادة لمعظم أعضائها. على الرغم من أن العيسية تأسست لتحقيق هدف النقاء الديني وليس تحرر المرأة، إلا أن المنظمة تمكنت من ممارسة التأثير على الخطاب الديني في إندونيسيا. على الرغم من أن المنظمة الأم المحمدية لم تسمح رسمياً بتحديد النسل حتى عام 1971، إلا أن جهود عالمات الدين المسلمات ودوائر الدراسة في العيسية هي التي شكلت وجهة نظر الجواز حول هذه القضية.

## وصلات خارجية
- الموقع الرسمي